# Judge Priest
Judge Priest ist eine US-amerikanische Filmkomödie unter Regie von John Ford mit Will Rogers in der Hauptrolle. Sie basiert auf den populären Kurzgeschichten von Irvin S. Cobb um die Figur des Judge Priest.

## Handlung
Kentucky im Jahre 1890: William Priest fungiert seit 25 Jahren als Richter einer Kleinstadt und ist wegen seiner freundlichen Art allseits beliebt. Nur sein langjähriger Kontrahent, der aufgeblasene Senator Maydew, will Priest immer ein Bein stellen. In der Anfangsszene des Filmes klagt Senator Maydew den etwas einfältigen Afroamerikaner Jeff wegen eines Hühnerdiebstahls an und fordert eine hohe Haftstrafe. Richter Priest hört zunächst Maydews Ausführungen gelangweilt zu und befragt danach Jeff, den er auf Anhieb sympathisch findet, weil beide gerne Fischen gehen. Priest spricht Jeff daraufhin frei, stellt ihn bei sich im Haus an und geht mit ihm Fischen. Er hat die altmodische Einstellung, Menschen lieber nach ihrem Charakter als nach Gesetzesparagraphen zu beurteilen.
Jerome Priest, der Neffe des verwitweten Richters, hat sein Anwaltsstudium abgeschlossen und kehrt nun ins Dorf zurück. Er liebt Ellie May, die junge Nachbarin seines Onkels, mit der er seit Kindheitstagen befreundet ist. Doch Jeromes hochnäsige Mutter – die Schwägerin des Richters – ist gegen die Beziehung, weil Ellie May im Gegensatz zu den Priests nicht aus angesehenem Hause kommt: Ellies Mutter ist bei ihrer Geburt gestorben, der Vater ist unbekannt. Stattdessen möchte Jeromes Mutter eine Beziehung zwischen ihm und Virginia, der oberflächlichen Tochter von Senator Maydew, einfädeln. Doch Richter Priest steht auf der Seite seines Neffen und vertreibt Virginia sowie Ellies weitere Verehrer mit trickreichen Mitteln. Eines Nachts fühlt sich Richter Priest einsam und besucht das Grab seiner vor vielen Jahren verstorbenen Frau. Dabei beobachtet er zufällig, dass der schweigsame Schmied Bob Gillis Blumen vor dem Grab von Ellies Mutter hinlegt. Daraus schließt Priest, dass Bob der unbekannte Vater von Ellie ist.
Wenig später besucht Richter Priest einen Friseurladen, in dem auch Bob Gillis sitzt. Die attraktive Ellie May läuft am Fenster vorbei, woraufhin der ungehobelte Friseur Talley und zwei andere Männer Witze über Ellie und ihren dubiosen Familienhintergrund machen. Bob Gillis schlägt Talley wegen der Bemerkungen. Talley und die beiden anderen Männer wollen sich wenig später an Gillis rächen und attackieren ihn aus dem Hinterhalt mit Billardschlägen. Gillis zieht daraufhin sein Messer und verletzt Talley damit. Talley erhebt vor Gericht Anklage gegen ihn und behauptet, dass Gillis die Schlägerei angefangen habe. Jerome Priest darf in seinem ersten Fall Gillis verteidigen, während Senator Maydew, der bei der anstehenden Richterwahl gegen Priest antritt, die Anklage vertritt. Maydew verlangt einen unparteiischen Richter und zweifelt Priests Korrektheit an, woraufhin dieser – enttäuscht über den Zweifel an seiner Unparteilichkeit – den Prozess an einen auswärtigen Richter abgibt. Die Verhandlung läuft zunächst denkbar schlecht, Gillis’ Aussage steht gegen die drei anderen Männer, außerdem verschweigt Gillis sein Motiv, weil er Ellie May nicht hineinziehen will. Das verschlechtert Jeromes Chancen, den Prozess zu gewinnen.
Richter Priest greift seinem Neffen unter die Arme und schließt sich der Verteidigung an. Er ruft Reverend Ashby Brand in den Zeugenstand, der die Vergangenheit von Gillis kennt. Reverend Brand erzählt nun, dass er vor seiner Priesterweihe im Sezessionskrieg auf Seiten der Konföderierten kämpfte. Als den Konföderierten die Soldaten ausgingen, verpflichtete der damalige Offizier Ashby auch Männer aus Gefängnissen, die wegen Mordes und anderer schwerer Verbrechen verurteilt waren. Unter denen war auch Gillis, der sich durch seine besondere Tapferkeit im Kampfe rehabilitieren konnte. Schließlich führt Ashby aus, dass Gillis der Vater von Ellie May sei und ihm für die Erziehung ihrer Tochter regelmäßig und stillschweigend Geld gezahlt habe. Daraufhin schlägt sich der Gerichtssaal jubelnd auf die Seite von Gillis, der freigesprochen wird. Auch Ellie May und die Mutter von Jerome versöhnen sich, einer Beziehung zwischen Jerome und Ellie steht nichts mehr im Wege. An diesem Tag findet auch eine Parade von Bürgerkriegsveteranen statt, an der unter anderem auch Richter Priest teilnimmt. Gillis schaut zunächst nur zu, wird dann aber von anderen Veteranen aufgefordert, die Flagge der Konföderierten zu tragen.

## Hintergrund
Komiker Will Rogers und Regisseur John Ford standen beide unter Vertrag bei Fox Studios und beide hatten eine Leidenschaft für das ländliche Amerika und die Gemeinschaft in ihren Filmen. Sie drehten zusammen in kurzer Abfolge die drei Komödien Doctor Bull (1933), Judge Priest (1934) und Steamboat 'Round the Bend (1935). Die Partnerschaft wurde tragisch beendet, als Rogers im Jahre 1935 bei einem Flugzeugabsturz umkam. Zwischen Regisseur und Hauptdarsteller kam es gelegentlich zu Schwierigkeiten, da Rogers vor der Kamera gerne improvisierte, was den anderen Darstellern die Schauspielerei erschwerte. Dennoch blickte Ford rückblickend positiv auf die Zusammenarbeit mit Rogers zurück.
Die Filmhandlung basiert lose auf den Geschichten von Judge Priest von Irvin S. Cobb, damals einer der populärsten amerikanischen Autoren. Der 1876 geborene Cobb zeichnete darin die alten Südstaaten seiner Kindheiten nach, die Figur des Richters William Priest ließ er ebenfalls auf einen echten Richter dieser Zeit namens William Pitman Bishop  basieren.
Oftmals kritisiert wird Stepin Fetchit für seine stereotypische Darstellung des faulen und unterwürfigen Afroamerikaners Jeff, der sich nur mit großem Akzent verständigen kann. In vielen Filmen der 1930er-Jahre verkörperte ähnliche Rollen und wurde so zu einem kontroversen Schauspieler der US-Filmgeschichte. Ebenfalls bemerkenswert ist Hattie McDaniel als afroamerikanische Haushälterin des Richters. Zwar bedient sie sich auch Stereotypen, erscheint aber im Vergleich zu Fetchits Figur klüger und selbstbewusster. Die bis dahin unbekannte Hattie McDaniel erreichte durch ihren Auftritt in Judge Priest erste schauspielerische Anerkennung, fünf Jahre später sollte sie einen Oscar als Beste Nebendarstellerin für Vom Winde verweht (1939) gewinnen. Ursprünglich war McDaniels Rolle deutlich kleiner, doch Ford vergrößerte sie, nachdem er das schauspielerische Talent von McDaniel bemerkt hatte.

## Fortsetzung
1953 drehte Ford den Film Wem die Sonne lacht (The Sun Shines Bright), eine Art Fortsetzung dieses Filmes, diesmal mit Charles Winninger in der Rolle des Richters. Stepin Fetchit spielte erneut die Rolle des Jeff. In der Neuverfilmung kommt allerdings eine Szene vor, in welcher ein Lynchmob einen Schwarzen aufhängen will und der Richter dies verhindern muss. Damit wollte Ford deutliche Kritik am vorherrschenden Rassismus in den Südstaaten üben. Ford wollte das versuchte Lynching bereits in diesem Film unterbringen, doch die Produzenten waren dagegen, da es sonst nicht zum eher heiteren Ton der Komödie passen würde. Dies war einer der Hauptgründe, warum er 19 Jahre später Wem die Sonne lacht drehte.

## Rezeption
Judge Priest wurde einer der größten kommerziellen Erfolge des Jahres an den Kinokassen. Auch die New York Times war in ihrer Kritik vom 12. November 1934 positiv gestimmt. Der Film sei „klassischer amerikanischer Humor in seiner Spitzenklasse“, der Hauptdarsteller Will Rogers könne durch seine Warmherzigkeit überzeugen. Besonders wurde Regisseur Ford für seine „hochklassige Regieführung“ gelobt. Der Film verkörpere die sentimentale Wärme und Melancholie, die von der Figur des Richters ausgeht, überzeugend. Mit dem Abstand vieler Jahrzehnte vergab Filmkritiker Leonard Maltin Judge Priest dreieinhalb von vier Sternen: Es sei ein „außergewöhnliches Stückchen Americana“, die Figuren seien warmherzig und komisch. Rührend sei der Auftritt von Henry B. Wathall als Pfarrer in der Gerichtssaalszene.